# 年古乡
年古乡，是中华人民共和国四川省甘孜藏族自治州德格县下辖的一个乡镇级行政单位。

## 行政区划
年古乡下辖以下地区：
娃巴村、门达村、年古村、同古村、若达村和真达村。